# André Holland
André Holland (ur. 28 grudnia 1979 w Bessemer) – amerykański aktor teatralny, telewizyjny i filmowy.

## Życiorys

### Pochodzenie i wykształcenie
Urodził się w Bessemer w stanie Alabama jako syn Mary i Donalda Hollandów. W wieku 11 lat po raz pierwszy raz wystąpił w musicalu Oliver! na scenie Birmingham Summerfest Theatre. Po ukończeniu John Carroll Catholic High School studiował na Florida State University i za granicą w FSU London Study Centre. W 2006 ukończył studia na Uniwersytecie Nowojorskim, gdzie uzyskał dyplom Master of Fine Arts.

### Kariera
W 2006 zagrał w jednym z odcinków serialu NBC Prawo i porządek. Grał także w produkcjach teatralnych, w tym w przedstawieniu Blue Door (2006). W 2009 zadebiutował na Broadwayu w spektaklu Augusta Wilsona Joe Turner's Come and Gone.
W 2011 został wyróżniony jedną z branżowych nagród za drugoplanową rolę w sztuce The Whipping Man.
Powierzono mu regularne role w sitcomach: To tylko seks i 1600 Penn. W produkcjach kinowych wcielał się m.in. w postacie historyczne: w biograficznym dramacie sportowym 42 – Prawdziwa historia amerykańskiej legendy (2013) zagrał publicystę sportowego Wendella Smitha, a w filmie biograficznym Selma (2014) wystąpił w roli Andrew Younga, działacza na rzecz praw człowieka.
Rozpoznawalność przyniosła mu rola Algernona Edwardsa, młodego czarnoskórego chirurga zatrudnionego w tytułowym szpitalu, w serialu Cinemax The Knick (2014–2015). Produkcja ta otrzymała pozytywne recenzje, liczne nominacje i nagrody, w tym Satelitę dla najlepszej obsady serialu.
W 2019 przyjął rolę Elliota Udo, właściciela klubu jazzowego w Paryżu, w serialu muzycznym Netflix The Eddy z udziałem Joanny Kulig.

## Filmografia

### Filmy fabularne
- 2007: The News (TV) jako DeShawn Burkett
- 2007: Lost & Found (TV) jako Gayle Dixon
- 2008: Cud w wiosce Santa Anna jako szeregowy Needles
- 2008: Last Call jako Pete
- 2008: Sugar jako Brad Johnson
- 2009: Us: A Love Story (film krótkometrażowy) jako Carjack
- 2009: Ślubne wojny jako DJ Jazzles
- 2010: The Rockford Files (TV) jako Angel Martin
- 2011: Small, Beautifully Moving Parts jako  Leon
- 2012: Nobody's Nobody's (film krótkometrażowy) jako Jason
- 2013: 42 – Prawdziwa historia amerykańskiej legendy jako Wendell Smith
- 2014: Black or White jako Reggie Davis
- 2014: Selma jako Andrew Young
- 2016: Moonlight jako Kevin Jones
- 2018: A Wrinkle in Time jako James Jenkins
- 2019: High Flying Bird jako Ray Burke

### Seriale TV
- 2006: Prawo i porządek jako David Sachs
- 2007: The Black Donnellys jako Frank Thomas
- 2010: Układy jako menadżer banku
- 2011: To tylko seks jako Julian  „Fitz” Fitzgerald
- 2011: Tożsamość szpiega jako Dion Carver
- 2012–2013: 1600 Penn jako Marshall Malloy
- 2014–2015: The Knick jako dr Algernon Edwards
- 2016: American Horror Story jako Matt Mille
- 2018: Castle Rock jako Henry Deaver
- 2020: The Eddy jako Elliot Udo